# The Spearhead
The Spearhead ist ein 2457 m hoher Berg mit einer Schartenhöhe von 307 m im Garibaldi Provincial Park im Südwesten der kanadischen Provinz British Columbia, im Squamish-Lillooet Regional District.

## Geographie
The Spearhead liegt in den Garibaldi Ranges der Coast Mountains und ist einer der Hauptgipfel des Blackcomb-Mountain-Gebietes des Skigebietes Whistler-Blackcomb. Er liegt am Übergang zwischen zwei Gletschern, dem westlich gelegenen Blackcomb Glacier und dem östlich gelegenen Spearhead Glacier; letzterer ist nach dem Berg benannt. Er ist außerdem der Namensgeber der Spearhead Range, einer kurzen Bergkette an der Nordseite des Fitzsimmons Creek, die im Nordwesten am Blackcomb Mountain endet. Der nächsthöhere Berg ist der Tremor Mountain. Weiterhin liegt der Berg auf der südöstlichen Parkgrenze des Blackcomb Glacier Provincial Park.
Der Name des Berges wurde am 27. August 1965 vom Geographical Names Board of Canada offiziell anerkannt.

## Klima
In Bezug auf die Klimaklassifikation nach Köppen und Geiger herrscht am Spearhead ein Westseiten-Seeklima. Die meisten Wetterfronten stammen vom Pazifik und bewegen sich ostwärts auf die Coast Mountains zu, wo sie durch die Berge zum  Aufsteigen (Windstau) gezwungen werden, was wiederum dazu führt, dass die enthaltene Feuchtigkeit in Form von Regen oder Schnee abgegeben wird. Im Ergebnis führt das zu hohen Niederschlägen in den Coast Mountains, insbesondere zu starken Schneefällen im Winter. Die Temperaturen können unter −20 °C fallen, unter Berücksichtigung von Windchill-Einfluss unter −30 °C. Die Monate Juli bis September bieten die besten Wetterbedingungen für einen Aufstieg.